# Liberty Lobby
O Liberty Lobby foi uma organização de apoio político que existiu nos Estados Unidos entre 1955 e 2001. Foi fundada por Willis Carto.
O Liberty Lobby foi objeto de muitas críticas de todos os quadrantes do espectro político. Apesar do Liberty Lobby ter sido fundado como uma organização política conservadora, Willis Carto era conhecido por suas posições fortemente antissemitas, e por ser um admirador dos escritos de Francis Parker Yockey, um entre um punhado de escritores pós-II Guerra Mundial que reverenciavam Adolf Hitler. Yockey, escrevendo sob o pseudônimo de Ulick Varange, escreveu um livro intitulado Imperium: The Philosophy of History and Politics, o qual Willis Carto adotou como seu guia ideológico.